# L'arte della commedia
L'arte della commedia è una commedia teatrale in due tempi e un prologo, scritta da Eduardo De Filippo nel 1964 che fa parte della raccolta Cantata dei giorni dispari. 

## Trama
1964. Oreste Campese è capocomico di una compagnia itinerante di guitti - formata dalla sua famiglia - che si trova in pieno inverno in un non meglio specificato paese dell'Italia centrale. Durante il prologo, Campese ricostruisce l'antefatto: la compagnia ha subito la disgrazia della perdita del "capannone", una struttura teatrale mobile finita in cenere a causa di un incendio accidentale. Le fiamme hanno risparmiato solo le casse dei trucchi e dei costumi, distruggendo tutto il resto. La compagnia ottiene l'uso del teatro comunale ma non riesce a rimettersi in piedi finanziariamente per mancanza di pubblico. Tra l'altro Campese non aveva rinnovato l'assicurazione del "capannone" per cui si ritrova in ristrettezze finanziare tali da non poter affrontare un viaggio che gli avrebbe permesso di fondersi con una compagnia teatrale di Cesena e riavviare l'attività. Si presenta, quindi, dal Prefetto del paese per invitarlo ad assistere ad uno spettacolo contando sull'effetto "richiamo" che la presenza del Prefetto potrebbe sortire, garantendosi un incasso sufficiente a coprire le spese del viaggio. Udita tale richiesta (non prima di una lunga "chiacchierata" tra i due sul ruolo e sul valore del "teatro" nella società dell'epoca) il Prefetto (peraltro di freschissima nomina, giunto in città solo la sera precedente e quindi poco pratico del paese e non conoscitore dei suoi abitanti), si offende e manda via Campese rilasciandogli un "foglio di via" per affrontare il viaggio gratuitamente. Per errore, però, il Prefetto consegna nelle mani di Campese non il foglio di via ma l'elenco di alcune persone del paese (il Medico condotto, il farmacista, il parroco e una maestra elementare) che il Prefetto avrebbe ricevuto nella stessa mattinata. Campese, a questo punto, dice al Prefetto (senza fargli capire di aver avuto per errore l'elenco dei soggetti in visita dal Prefetto) che, al posto di queste persone, avrebbe potuto mandare i suoi attori opportunamente truccati (ribadendo che l'incendio non ha distrutto la cassa dei trucchi e degli abiti di scena) e che il Prefetto stesso non li avrebbe mai riconosciuti. Nel corso della mattinata, quindi, il Prefetto (e il suo collaboratore) affrontano le persone in visita (come da elenco) con il tormento di non riuscire effettivamente a rendersi conto se si tratta di attori o di "persone vere", cercando senza successo di architettare dei piccoli "tranelli" per trarli in inganno e capirne la reale identità. Ognuna di queste persone rivolge al Prefetto alcune doglianze su alcuni eventi del paese che li riguardano. A complicare le cose, nella nottata precedente un incidente ferroviario avvenuto nelle vicinanze ha costretto le forze dell'ordine del paese e il personale della Prefettura a raggiungere il luogo del disastro per aiutare nei soccorsi, per cui il Prefetto non può neanche contare sulla presenza del personale (in particolare il Maresciallo dei Carabinieri che, in servizio da tanto tempo, conosce tutti in paese) per verificare l'identità dei soggetti che sono andati da lui. La situazione raggiunge l'apice quando uno dei soggetti (il Farmacista) che si sono recati in Prefettura per parlare con il Prefetto, contrariato per un problema, minaccia di suicidarsi e ingoiando una pasticca, verosimilmente, di arsenico, si sente male e (apparentemente) muore. Il Segretario del Prefetto raccoglie una pasticca uguale a quella ingerita dal farmacista, che però si rivela essere di menta. Nell sviluppo degli eventi, nella stanza del Prefetto si ritrovano contemporaneamente tutti gli "ospiti" (la maestra, il farmacista "morto", il Medico e il parroco), i quali dicono di riconoscere nel "morto" il farmacista. In questo momento si ripresenta anche Campese, per restituire il foglio erroneamente ricevuto e prendere il foglio di via. Il Prefetto, vista anche la circostanza della "morte" del farmacista, intima a Campese di chiarire l'equivoco minacciando di denunciarlo per aver ipotizzato l'invio dei suoi attori e aver, sia pure indirettamente, causato la morte del farmacista. Campese non solo non scioglie il dubbio ma, quando dalla portineria avvisano che è rientrato in sede il Maresciallo dei Carabinieri (il quale potrebbe risolvere l'enigma) rilancia l'equivoco dicendo che tra il vestiario di una compagnia teatrale c'è sempre una divisa da Carabiniere (instillando così il dubbio che anche il Maresciallo dei Carabinieri possa essere un attore inviato da Campese). La commedia si chiude con questo ulteriore dubbio.

## Analisi
L'arte della commedia, la più pirandelliana fra le opere di Eduardo, è un vero e proprio "manifesto" politico della poetica teatrale del drammaturgo partenopeo. È una commedia di denuncia da parte degli attori verso la borghesia, che censura ideologicamente e materialmente i contenuti di verità che gli artisti vorrebbero esprimere, mettendo in secondo piano il loro ruolo produttivo nella società. Una censura di carattere materiale imposta, che evita di far nascere e pubblicizzare lavori di denuncia sociale, per impedire una sensibilizzazione delle coscienze verso i reali problemi della società. Eduardo infatti denuncia in quest'opera la coercizione che il teatro e gli artisti sono costretti a subire dai vari governi, che per distrarre le masse dall'avere un'opinione indirizzano la cultura di massa in una direzione tanto edonista quanto deleteria per le sorti dell'intera umanità, generando confusione, che risulta essere strumentale agli interessi dei potenti. Un testo politico sulla questione teatrale.